# Vanadyl tribromide
Vanadyl tribromide là một hợp chất vô cơ, một muối chứa oxy của kim loại vanadi và axit bromhydric với công thức hóa học VOBr3, chất lỏng màu đỏ.

## Điều chế
- Brom hóa vanadi(III) oxit ở nhiệt độ cao sẽ tạo ra muối:

{\displaystyle {\mathsf {2V_{2}O_{3}+12Br_{2}\ \xrightarrow {T} \ 4VOBr_{3}+O_{2}}}}
- Hoặc brom hóa vanadi(V) oxit với sự có mặt của chất khử:

{\displaystyle {\mathsf {V_{2}O_{5}+3Br_{2}+3C\ \xrightarrow {T} \ 2VOBr_{3}+3CO}}}

## Tính chất vật lý
Vanadyl tribromide tạo thành chất lỏng màu đỏ sẫm hút ẩm.

### Cấu trúc
VOBr3 có cấu trúc giống VOF3, VOCl3 và VOI3.

## Tính chất hóa học
Nó rất không ổn định, bắt đầu phân hủy ở nhiệt độ phòng và phân hủy hoàn toàn ở 180 ℃:
{\displaystyle {\mathsf {2VOBr_{3}\ \xrightarrow {T} \ VOBr_{2}+Br_{2}}}}

## Hợp chất khác
VOBr3 còn tạo một số hợp chất với NH3, như VOBr3·xNH3 (x = 6 hoặc 6,5) là chất rắn màu xám nâu.